# (164536) Davehinson
(164536) Davehinson est un astéroïde de la ceinture principale.

## Description
(164536) Davehinson est un astéroïde de la ceinture principale. Il fut découvert le 27 avril 2006 à Cerro Tololo par Marc William Buie. Il présente une orbite caractérisée par un demi-grand axe de 2,85 UA, une excentricité de 0,08 et une inclinaison de 2,7° par rapport à l'écliptique.